# Pino sulla Sponda del Lago Maggiore
Pino sulla Sponda del Lago Maggiore, fino al 1863 Pino (Pin in dialetto varesotto), è un centro abitato e, amministrativamente, un municipio del comune italiano di Maccagno con Pino e Veddasca, in provincia di Varese. Fino al 3 febbraio 2014 costituiva un comune autonomo.

## Geografia fisica

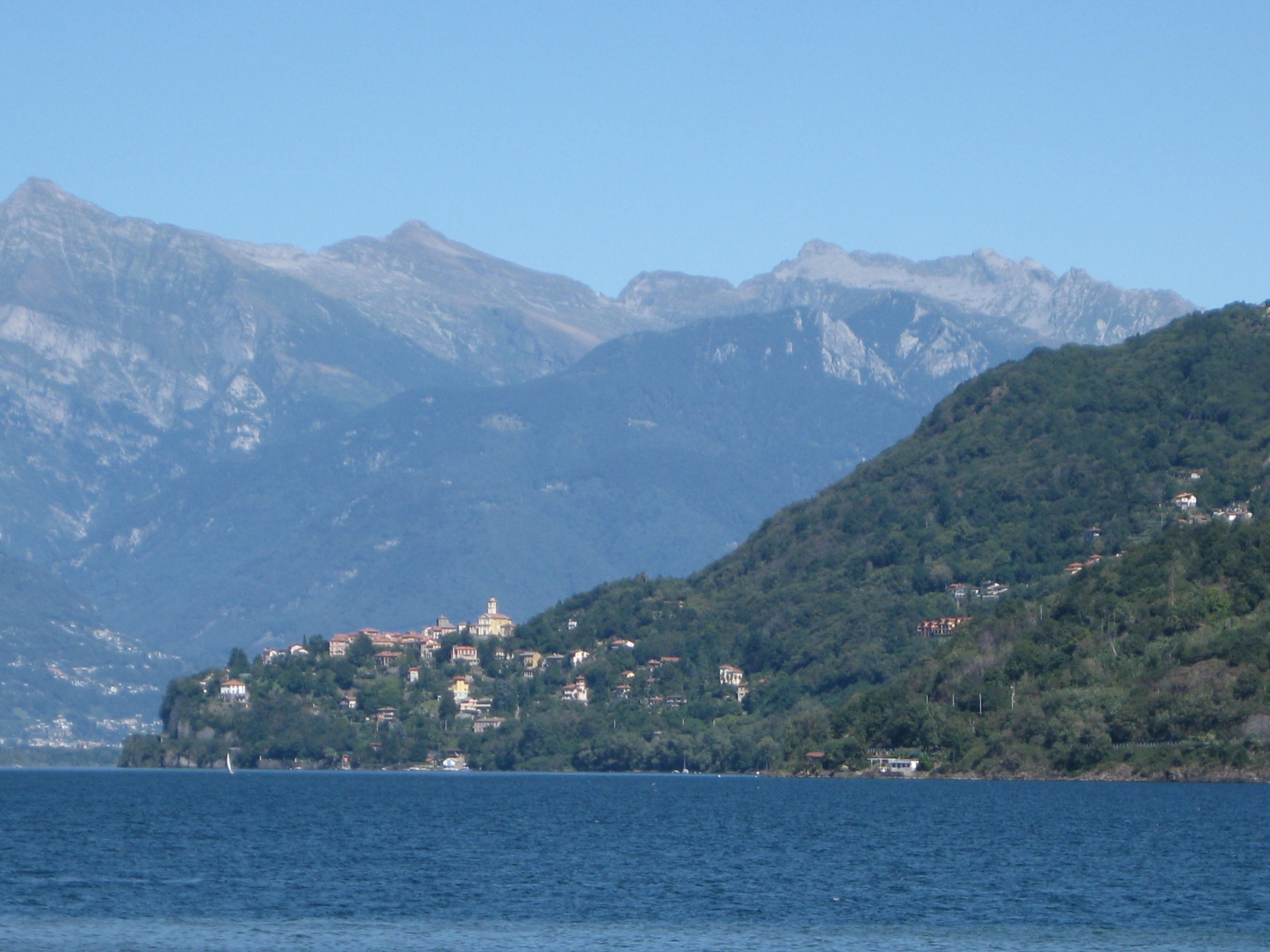
Veduta di Pino dal Verbano.

### Territorio
Pino sorge su un promontorio roccioso detto Sasso di Pino, nella Regione agraria n. 1 - Montagna dell'Alto Verbano Orientale. Dal punto di vista altimetrico, il territorio va dai 193 m s.l.m. del lungolago ai 1.375 m s.l.m.

### Clima
- Classificazione climatica: zona E, 2524 G/G

Classificazione sismica: zona 4 (sismicità irrilevante)

## Storia
Il territorio era abitato sin dal V secolo d.C. dai Celti, di cui è stata ritrovata una tomba. Nell'Alto Medioevo faceva parte del Comitato del Seprio nel momento della sua più ampia espansione. In seguito passò sotto l'autorità viscontea, venne unito alla vicina Tronzano e diventò parte del Distretto o Contado di Angera, costituito da Gian Galeazzo Visconti, che congiunse i territori del Lago Maggiore in un unico organo amministrativo. 

In seguito, nel 1416, sotto Filippo Maria Visconti Pino venne compreso nel territorio delle Quattro Valli, in un feudo detto Valtravaglia, di cui attualmente fa parte la zona tra il "Sasso di Pino" e la Rocca di Caldé. Nel 1439 venne affidato alla famiglia comasca dei Rusca che divisero il feudo in cinque "squadre": Squadra del Consiglio Maggiore, Squadra della Valle Marchirolo, Squadra della Valtravaglia, Squadra Valveddasca e Squadra di mezzo, della quale faceva parte Pino. Nel 1583 passò alla famiglia Marliani, che mantenne il proprio controllo fino al 1784 quando subentrarono i Crivelli. Questi guidarono il feudo fino al 1797, anno in cui venne abolito il sistema feudale e fu costituita la Repubblica Cisalpina.

Territorio dell'ex comune di Pino sulla Sponda del Lago Maggiore nella provincia di Varese

Fino al 4 febbraio 2014 era un comune autonomo di 224 abitanti; in tale data, a seguito della legge della regione Lombardia del 30 gennaio precedente, fu soppresso e unificato a Maccagno e Veddasca a formare il congiunto comune.
Prima della soppressione era un comune frontaliero con la Svizzera sulla sponda orientale del Verbano nonché il più settentrionale della provincia di Varese; con 30 caratteri deteneva anche il singolare primato, insieme a San Valentino in Abruzzo Citeriore, di essere il comune italiano dal nome più lungo. 

### Simboli
Blasonatura dello stemma: scudo accartocciato: d'argento, al pino fiancheggiato da due leoni controrampanti, il tutto al naturale.
Lo stemma civico riporta un simbolo molto antico riferito al paese: su un architrave in pietra del XVI secolo in via Tomasina si può vedere una delle prime rappresentazioni di un albero con rami spioventi abbinato ad una croce di Sant'Andrea.
Questo tipo di rappresentazione è inusuale per l'araldica civica italiana e non è previsto nella relativa normativa: probabilmente le figure rappresentate sono un ricordo dei passati casati feudali.

## Monumenti e luoghi d'interesse

### Architetture religiose
- Chiesa di S. Maria Assunta. Originariamente era una cappella romanica. Già presente nel XIII secolo, è stata ampliata e restaurata nel XVIII secolo.
- Chiesa parrocchiale dei Santi Quirico e Giulitta. Anch'essa di origine romanica è ristrutturata nel 1500 e nel 1780. È situata sul "sasso di Pino", il promontorio roccioso che sovrasta il lago.
- Santuario della Madonna delle Grazie di Zenna. Risale al XVII secolo.

### Architetture civili
- Torre medievale. Probabilmente risalente ai secoli XI-XII, faceva parte di una fortificazione più ampia, oggi perduta, che metteva in comunicazione l'area con il territorio elvetico. È un importante testimonianza del passato feudale; nel 1874 è stata ristrutturata per ospitare gli uffici comunali.

### Ritrovamenti archeologici
Nel 1964 all'interno di una casa lungo la strada che conduce a Tronzano, è stata ritrovata una tomba di origine celtica risalente al V secolo d.C. Al suo interno diversi reperti dimostrano una particolare abilità nell'arte della ceramica e del cesello, anelli di bronzo, una spilla in rame e un manico di bronzo lavorato.

## Società

### Evoluzione demografica
- 262 nel 1751
- Annessione a Tronzano nel 1809
- 243 nel 1853

Abitanti censiti

## Cultura

### Ricorrenze
- 16 giugno, santi patroni: santi Quirico e Giulitta.

## Infrastrutture e trasporti

### Strade
- Strada statale 394 del Verbano Orientale

### Ferrovie

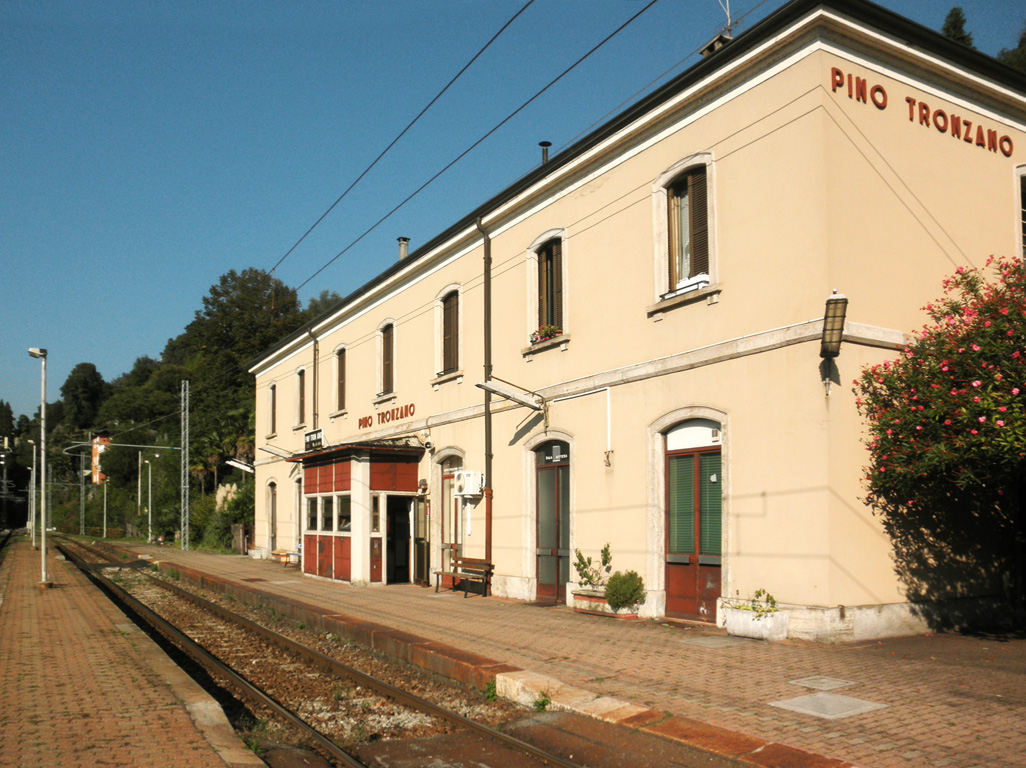
Stazione di Pino-Tronzano

Presente la stazione di Pino-Tronzano, sulla linea Cadenazzo-Luino. I treni sono gestiti dalla società TiLo, che gestisce il trasporto ferroviario in Ticino e sui confini della Lombardia. L'infrastruttura è gestita dalle Ferrovie Federali Svizzere, con segnali e regolamenti svizzeri. Il capostazione invece è un dipendente RFI.